# إيان أوليري
إيان أوليري (بالإنجليزية: Ian O'Leary) مواليد 20 أكتوبر 1986 في ووودلاند، هو لاعب كرة سلة أمريكي. بدأ مسيرته الاحترافية في سنة 2009. يلعب مع بالونكيستو فوينلابرادا في الدوري الإسباني لكرة السلة. يحمل الرقم 4. يبلغ طوله 6 قدم 7 بوصة (2.0 م).

## المسيرة الاحترافية
لعب مع نادي أوفييدو لكرة السلة في موسم 2010–2011، ثم لعب مع نادي بلد الوليد لكرة السلة في الدوري الإسباني في موسم 2012–2013، ثم لعب مع سي بي غران كناريا من سنة 2013 إلى 2015، ثم لعب مع كانارياس لكرة السلة في الدوري الإسباني في موسم 2015–2016، ثم لعب مع بالونكيستو فوينلابرادا في سنة 2016.

## روابط خارجية
- إيان أوليري على موقع الدوري الإسباني لكرة السلة (الإسبانية)
- إيان أوليري على موقع كرة السلة الأوروبية.كوم (الإنجليزية)
- إيان أوليري على موقع كلية كرة السلة في سبورتس رفرنس.كوم (الإنجليزية)
- إيان أوليري على موقع ريلجم (الإنجليزية)
- إيان أوليري على موقع بروبوليرز (الإنجليزية)
- إيان أوليري على موقع سبورتس رفرنس (الإنجليزية)